# Motorcykelkriget
Motorcykelkriget är en svensk komediserie från 2018 av Marcus Berggren och Carl Stanley. Serien är regisserad och producerad av Gustaf Skördeman. 

## Handling
Clint (Carl Stanley) och Pinken (Marcus Berggren) skapar ett motorcykelgäng och hamnar i konflikt med ett annat gäng: Cruisers. 